# The Lightweight Champion
The Lightweight Champion è un cortometraggio del 1914 diretto da Allen Curtis. Prodotto e distribuito dall'Universal Film Manufacturing Company, il film uscì in sala il 25 febbraio 1914.